# Felix Köhler
Felix Köhler (* 30. August 1984) ist ein deutscher Duathlet und Deutscher Meister (2017) sowie Europameister auf der Duathlon-Mitteldistanz (2017).

## Werdegang
Beim Powerman Zofingen im September 2015 wurde Felix Köhler Weltmeister auf der Duathlon-Langdistanz in der Altersklasse 30–34.
Im September 2016 wurde er Vize-Weltmeister auf der Duathlon-Langdistanz in der Eliteklasse.

### Europameister Duathlon Mitteldistanz 2017
Im Mai wurde Felix Köhler in Sankt Wendel Europameister auf der Duathlon Mitteldistanz.
Beim Powerman in Ulm wurde der damals 32-Jährige im Juni 2017 auch deutscher Meister über die Langdistanz.
Bei der Duathlon-Europameisterschaft auf der Mitteldistanz wurde er im Mai 2018 in Dänemark Zweiter.
Beim Powerman Zofingen wurde der 34-Jährige im September Dritter bei der Weltmeisterschaft auf der Duathlon-Langdistanz.

## Sportliche Erfolge
| Datum/Jahr    | Rang | Wettbewerb                                                 | Austragungsort | Zeit     | Bemerkung |
| ------------- | ---- | ---------------------------------------------------------- | -------------- | -------- | --- |
| 2. Sep. 2018  | 3    | ITU Long Distance Duathlon World Championships             | Zofingen       |          | Weltmeisterschaft auf der Duathlon Langdistanz beim Powerman Zofingen (Erster Lauf 10 km, Radstrecke 150 km, Zweiter Lauf 30 km) |
| 6. Mai 2018   | 2    | ETU Powerman Long Distance Duathlon European Championships | Vejle          | 02:43:19 | Duathlon Mitteldistanz Vize-Europameister                                                                                        |
| 6. Aug. 2017  | 2    | St. Moritz Duathlon                                        | St. Moritz     |          | 6 km Laufen, 20 km Radfahren und 6 km Laufen                                                                                     |
| 28. Mai 2017  | 1    | DTU Deutsche Meisterschaft Duathlon Langdistanz            | Ulm            | 03:48:00 | Deutscher Meister auf der Duathlon-Langdistanz beim Powerman Germany                                                             |
| 21. Mai 2017  | 1    | ETU Powerman Long Distance Duathlon European Championships | Sankt Wendel   | 02:58:28 | Duathlon-Europameister Langdistanz                                                                                               |
| 30. Apr. 2017 | 1    | Rheintal Duathlon                                          | Marbach        |          | |
| 23. Apr. 2017 | 1    | Gürbetal Duathlon                                          | Mühlethurnen   |          | 26,3 km Zeitfahren und 7,7 km Laufen                                                                                             |
| 4. Sep. 2016  | 2    | ITU Long Distance Duathlon World Championships             | Zofingen       | 06:28:55 | Vize-Weltmeister auf der Duathlon-Langdistanz beim Powerman Zofingen                                                             |
| 24. Apr. 2016 | 1    | Rheintal Duathlon                                          | Marbach        |          | 4 km Laufen, 17 km Radfahren und 4 km Laufen                                                                                     |
| 6. Sep. 2015  | 5    | ITU Long Distance Duathlon World Championships             | Zofingen       | 06:36:20 | Weltmeister der Age-Group 30–34 beim Powerman Zofingen                                                                           |

(DNF – Did Not Finish)